# 恋人 (タロット)

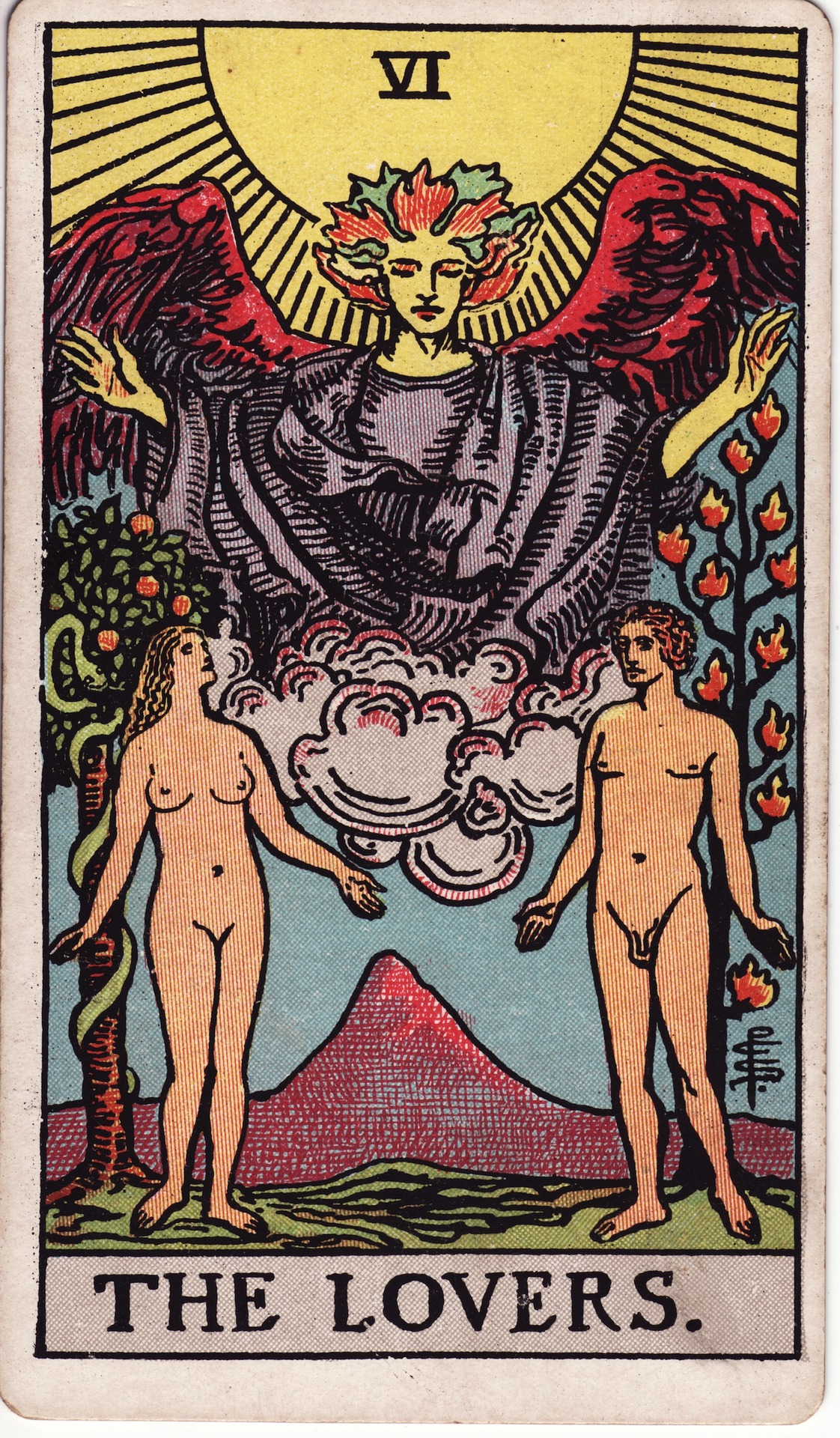
ウェイト版タロットの恋人

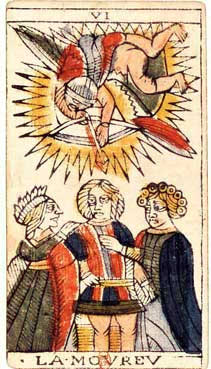
マルセイユ版タロットの恋人

恋人（こいびと、英: The Lovers、仏: L'Amoureux）は、タロットの大アルカナに属するカードの1枚。「恋人たち」と表記することもある。
カード番号は「6」。前のカードは「5 教皇」、次のカードは「7 戦車」。

## カードの意味
正位置の意味
誘惑と戦う、自分への信頼、価値観の確立、情熱、共感、選択、絆、深い結びつき、結婚、継続。
逆位置の意味
誘惑、不道徳、失恋、空回り、無視、集中力欠如、空虚、結婚生活の破綻、無干渉。
アーサー・エドワード・ウェイトのタロット図解における解説では「魅力・愛・美」を意味するとされる。

## カバラとの関係
ヘブライ文字はザイン（ז）、ただし複数の異説がある。また「黄金の夜明け団」の説ではビナーとティファレトのセフィラを結合する経に関連付けられている。

## 占星術との対応
以下のような諸説がある。
- 星座：金牛宮説、双児宮説[1]、処女宮説、人馬宮説、双魚宮説
- 惑星：月説、金星説、海王星説

## 寓画の解釈
15世紀頃の初期のタロットでは複数の男女が人生を謳歌する構図で、単純に恋愛そのものを表していたようにみえる。
マルセイユ版タロットに注目すると、2人の女性が1人の男性の両側に立ち、その頭上に天使らしき1匹（？）を確認できるがこれはクピド（キューピッド、またはエロース）であり、（人間的な）生臭い男女の関係を表していると言える。向かって左側に位置する女性は（頭の被り物から見て）ある種の権力を持っているようであり、我が物顔で男性の肩に手を置いている。一方、向かって右側の女性は年も若く、アプローチも情熱的であろうことが男性の心臓に近い部分に当てられた手から窺い知ることができる。どことなく、頭上の天使とこの女性は協力関係にあるように見える。中心の若者は明らかに優柔不断であると見て取れるが、それは2人の女性両方が彼にとって大切な何かであることを表している。具体的には、彼の頭は（彼自身から見て）右側（意識・理性）の威厳ある人物へと向けながら、残りの身体は（彼から見て）左側（本能・無意識）の金髪の人物へと向けられていることから、まるで万力に挟まれたかのように身動きすらままならないようである。そこで「優柔不断」という解釈や「選択・決断」という意味がうまれる。
ウェイトは無駄を省いて均衡の取れた1組の男女を書き表した。ウェイト版に描かれている人物は、旧約聖書のアダムとイヴ（ユダヤ教の聖典・タルムードのイブとリリス又は女神アプロディーテーとイリオスの王子・パリスとも）がモチーフとされる。クピドに代わる天使はラファエルをモチーフにしたものに変更されている。イヴらしき女性の後ろには善悪を知るための知恵の樹、アダムらしき男性の後ろには永遠の命を司る生命の樹が描かれる。知恵の樹には、エデンの園のエピソードの中で、邪悪な物、人を惑わす存在として蛇が巻き付いている。蛇は、錬金術においては地上を這う低俗なものであるが、そこに留まらず進化を遂げ、サソリとなって消化し、天に上がってワシに変成するとされている。なお、この蛇は「10 運命の輪」の札にも描かれており、「9 隠者」のカードの一部には、杖に巻き付いている様子が描かれているものもある。絵柄の男女の間の奥に映る山は、聖者が修行する場所、険しい岩山は神の峻厳と人の試練の象徴である。
アダムとイヴのエピソードによれば、2つの樹に生っている実は「死んでしまうから」食べてはいけないと神に命じられていたが、知恵の樹の蛇が「その実を食べると目が開け、神のように善悪を知ることができるから禁じているだけ」とイヴに唆すことで、共に盲目のイヴとアダムがその実を食べてしまい、目が見えて自身が裸であることを恥じ、イチジクの葉を綴り合せて身体を覆ったのだとされる。後に2人は神の怒りを買い、エデンの園から追放されてしまうのである。キリスト教における人間の「原罪」の思想が描き出されたのはこの2人が犯した罪からであるといわれている。